# Rocannons Welt
Rocannons Welt (Originaltitel: Rocannon’s World) ist der erste Roman der US-amerikanischen Autorin Ursula K. Le Guin. Er wurde 1966 veröffentlicht und basiert auf der zwei Jahre zuvor erschienenen Kurzgeschichte The Dowry of the Angyar. Der erste Roman des Hainish-Zyklus führte LeGuins eigene Mischung aus Science-Fiction und Fantasy ein.

## Handlung
Um ihrem Ehemann eine Freude zu bereiten, beschließt Semly, die Frau eines Adligen Angyar, ein lange verlorenes Schmuckstück von den Zwergen zurückzufordern, die es ihrer Meinung nach versteckt halten, und reist in deren Höhlen. Die Zwerge wissen, wo sich das Schmuckstück befindet, und sind bereit, sie dorthin zu senden. Bald findet sich Semly in einem Museum wieder, in dem sie Rocannon, einen Ethnologen, um das Schmuckstück bittet. Er gibt es ihr. Sie reist zurück und bemerkt, zu Hause angekommen, dass 16 Jahre vergangen sind; ihr Mann ist inzwischen tot. Die Zeit war, ohne ihr Wissen, vergangen, während sie in einem lichtschnellen Raumschiff zu einem fremden Planeten und zurück flog. 
Der Ethnologe Rocannan wird später auf eine Erkundungsmission zu ihrem Planeten, Fomalhaut II, entsendet. Sein Raumschiff nebst Besatzung wird bald von technologisch hochstehenden Aggressoren zerstört – Rocannon, der einzige Überlebende, erkennt, dass Gegner seiner Zivilisation auf dem rückständigen Planeten eine Basis eingerichtet haben, um einen Überraschungsangriff auf seine Heimatkultur zu starten. Er findet verschiedene Freunde und Fürsprecher unter den Bewohnern des Planeten, darunter die Tochter Semlys, die ihm das Schmuckstück überlässt, mit dem die Geschichte begann. Nun möchte er zur Basis der Feinde vordringen und dort mittels ihrer Gerätschaften seine Heimat warnen. Dazu unternimmt er mit einigen Gefährten eine lange, gefährliche Reise voller Verluste. Es gelingt ihm, eine Nachricht abzusetzen; die Flotte der Aggressoren wird zerstört.
Obwohl ein Schiff ausgesendet wird, um ihn abzuholen, dauert die Reise neun Jahre; die Expedition findet nur noch sein Grab.

## Ausgaben
- Erstausgabe: Rocannon's World. In Doppelausgabe zusammen mit Avram Davidson: The Kar-Chee Reign. Ace Books (Ace Double #G-574), 1966.
- Erste Einzelausgabe: Rocannon's World. Ace Books #73291, 1972.
- Deutsche Übersetzung: Rocannons Welt. Übersetzt von Birgit Reß-Bohusch. Heyne SF&F #3578, 1978, ISBN 3-453-30473-X.
- Aktuelle Ausgabe: Hainish. Drei Romane Heyne SF&F #7035, 2002, ISBN 3-453-21347-5. Sammelband zusammen mit Das zehnte Jahr und Stadt der Illusionen.